# Daniel Ramsin
Daniel Ramsin, född 3 april 1984, är en svensk innebandymålvakt.
Ramsin debuterade i elitserien i innebandy säsongen 2006/07 efter att ha värvats från division 1-laget Frösön till Caperio/Täby FC i elitserien. Hans nya lag tog SM-silver. "Ramma" utsågs till Årets Rookie och Årets Målvakt i elitserien 06/07 och debuterade i landslaget. Han spelade i VM-finalen i Tjeckien 2008, då Sverige tog silver mot Finland. 
År 2013 lämnade Ramsin Caperio/Täby FC och återvände till Frösön som tränare. Han gjorde comeback i allsvenskan med Team Thorengruppen 2014, men startade säsongen skadad och lämnade laget. Han utbildade sig till lärare, fortsatte som tränare för IBF Frösön, och började återigen spela för laget 2017. Innebandymagasinet har kallat honom "[e]n av Sveriges bästa målvakter genom tiderna".